# Салимов, Эльданиз Адиль оглы
Эльданиз Адиль оглы Салимов (азерб. Eldəniz Adil oğlu Səlimov; род. 2 ноября 1976 года, посёлок Хачмаз, Азербайджанская ССР) — государственный и политический деятель. Депутат Милли меджлиса Азербайджанской Республики V, и VI созывов, член комитета по аграрной политике, член комитета по делам молодёжи и спорта Милли меджлиса.

## Биография
Родился Эльданиз Салимов 2 ноября 1976 году в поселке Хачмаз, ныне административный центр Хачмазского района республики Азербайджан. Отец Эльданиза Салимова — Адиль Салимов был железнодорожником. В 1983 году Эльданиз поступил учиться в первый класс полной средней школы № 45 города Хачмаз, в 1993 году окончил эту школу. С 1993 по 1998 годы проходил обучение в Дагестанском государственном университете по специальности экономика. В совершенстве владеет русским языком.
С 2000 по 2002 годы осуществлял трудовую деятельность государственным налоговым инспектором в отделе налогов по Хачмазскому району Министерства налогов. В 2002 году продолжил работать в территориальном налоговом Управлении № 1, а с 2002 по 2010 годы трудился в территориальном налоговом управлении № 3 на должности государственного налогового инспектора и главного государственного налогового инспектора. С 2011 по 2012 годы — заместитель директора Хачмазского филиала ОАО «Техник Банк». С 2013 по 2014 годы работал инженером-экономистом Хачмазского конденсаторного завода производственного объединения «Горизонт» Министерства обороны. С 2014 по 2015 годы работал представителем главы Хачмазского района по административно-территориальному округу.
В 2015 году принял участие в выборах в Национальное собрание Азербайджана по 55-му Хачмазскому городскому округу в качестве кандидата от партии «Новый Азербайджан». Был избран членом Милли меджлиса V созыва. Работал в Комитете по аграрной политике, а также был членом рабочих групп по межпарламентским связям с Австралией, Новой Зеландией, Беларусью, ОАЭ, Китаем, Италией, Казахстаном и Люксембургом.
На выборах в Национальное собрание Азербайджана VI созыва, которые прошли в 9 февраля 2020 года, вновь баллотировался по Хачмазскому избирательному округу № 55. По итогам выборов одержал победу и получил мандат депутата Милли меджлиса Азербайджанской Республики. С 10 марта 2020 года приступил к депутатским обязанностям. Является членом комитета по аграрной политике, членом комитета по делам молодёжи и спорта.
29 июля 2021 года на территории города Хачмаз поступило заявление об избиении сотрудника полиции. Генеральная прокуратура Азербайджана 30 июля 2021 года возбудила уголовное дело о применении насилия в отношении сотрудника полиции, обвинение было утверждено в отношении депутата Эльданиза Салимова. 2 августа 2021 года Эльдаиз Салимов был исключен из состава членов партии «Новый Азербайджан», 3 августа 2021 года лишён депутатской неприкосновенности.
Женат, имеет двоих детей — сына и дочь.

## Награды
- Медаль «Прогресс»,
- Медаль «100-летие Азербайджанской Демократической Республики».